# Чус (Пермский край)
Чус — деревня в составе Юрлинского муниципального округа в Пермском крае.

## Географическое положение
Деревня находится в западной части округа на расстоянии примерно 40 километров на запад-юго-запад от села Юрла.

## Климат
Климат умеренно континентальный. Основные черты температурного режима: холодная продолжительная зима; прохладное лето; частые колебания погоды в весенне-летний периоды; резкие годовые и суточные колебания температуры воздуха. Наиболее холодный месяц — январь со среднесуточной температурой −15,7 °C, наиболее тёплый — июль со среднемесячной температурой +17,6 °C. Продолжительность безморозного периода 110 дней.

## История
В XIX в недалеко от посёлка существовала деревня Рудакова где крестьяне добывали железные руды с местных рудников Севашор и Галешор для Кувинского завода.
Деревня была основана как посёлок лесозаготовителей предположительно в 30-е годы. В 1940-м году отмечалось наличие ссыльных поляков. Статус деревни посёлок приобрел уже после 2002 года. До 2020 г деревня входила в состав Юрлинского сельского поселения Юрлинского района. После упразднения обоих муниципальных образования непосредственно входит в Юрлинский муниципальный округ. Все дома в посёлке типовые: двухквартирные деревянные бараки с печным отоплением, построенные в конце 60-х, начале 70-х годов.
В 2021 году Администрацией Юрлинского муниципального округа получены письменные согласия на переселение из труднодоступных, отдаленных и малочисленных населённых пунктов зарегистрированных в п. Чус.

## Население
Постоянное население составляло 340 человек (93 % русские) в 2002 году, 181 человек в 2010 году, 64 человек в 2020 году.